# Campionato asiatico maschile di pallacanestro 2022
Il 30º Campionato Asiatico Maschile di Pallacanestro FIBA (noto anche come FIBA Asia Cup 2022) si è svolto in Indonesia, nella città di Giacarta, dal 12 luglio al 24 luglio 2022. L'Australia ha vinto il titolo per la seconda volta.
I Campionati asiatici maschili di pallacanestro sono una manifestazione quadriennale tra le squadre nazionali del continente, alle quali a partire dalla scorsa edizione si sono aggiunte quelle oceaniane. Viene organizzata dalla FIBA Asia. 

## Qualificazione mondiale
Questa edizione per la squadra di casa aveva una doppia valenza: non avendo una grande tradizione, la FIBA ha posto condizioni per la sua qualificazione al mondiale 2023, dove in teoria sarebbe stata qualificata di diritto come nazionale ospitante. L'Indonesia avrebbe dovuto chiudere questa edizione entro le prime 8 squadre per potersi assicurare un posto nella kermesse mondiale.
Ha perso tale occasione venendo sconfitta agli ottavi contro la Cina e chiudendo questa edizione all'11º posto. Ad oggi è l'unico caso di nazione organizzatrice non qualificata al torneo mondiale.

## Classifica finale
| Campione d'Asia | Campione d'Asia | Campione d'Asia | Campione d'Asia |
| --- | --------------- | --- | --------------- |
| Australia 4 Ducas, 5 Proctor, 6 Swaka Lo Buluk, 7 Maker, 9 McDowell-White, 10 McCarron, 13 Froling, 14 Okwera, 23 Pinder, 25 Vague, 30 McDaniel, 35 Steindl, All. Mike Kelly |                 | |                 |
| Pos. | Squadra         | Formazione |                 |
| | Libano          | Libano6 Chamoun, 7 Zeinoun, 9 El Darwich, 10 Mansour, 11 Haidar, 14 Ezzeddine, 20 Arakji, 21 Arledge, 23 Khayat, 24 Gyokchyan, 25 Mezher, 34 Hadidian, All. Jad El Hajj                                            |                 |
| | Nuova Zelanda   | Nuova Zelanda3 Mennenga, 5 Britt, 6 Murray, 9 Keil, 11 F. Cameron, 12 Perrott-Hunt, 14 Davidson, 15 Hunt, 16 Smith-Milner, 20 Fahrensohn, 33 Timmins, 00 Darling, All. Pero Cameron                                |                 |
| 4. | Giordania       | Giordania1 Abu Hawwas, 2 Tucker, 5 Ibrahim, 6 al-Hendi, 7 al-Hamarsheh, 9 Bzai, 12 Abu Wazaneh, 13 Hussein, 15 Abbas, 21 Abbaas, 22 Kanaan, 44 al-Dwairi, All. Wesam al-Sous                                       |                 |
| 5. | Iran            | Iran1 Mozafari, 5 Mashayekhi, 7 Hassanzadeh, 8 Yakhchali, 10 Yousof Vand, 12 Zangeneh, 13 Jamshidi, 14 Kazemi, 15 Haddadi, 17 Rezaeifar, 23 Pazrofteh, 71 Aghajanpour, All. Saeed Armaghani                        |                 |
| 6. | Corea del Sud   | Corea del Sud1 Choe, 2 Heo H., 3 Heo U., 7 Lee U., 11 Yang, 15 Kim, 20 Ra, 21 Lee Dae-h., 26 Kang, 31 Jang, 43 Lee Dae-s., 55 Song, All. Choo Il-Seung                                                             |                 |
| 7. | Giappone        | Giappone2 Togashi, 3 Evans, 12 Watanabe, 16 Satō, 17 Suda, 19 Nishida, 33 Kawamura, 39 Tominaga, 45 Toews, 71 Inoue, 88 Harimoto, 91 Yoshii, All. Tom Hovasse                                                      |                 |
| 8. | Cina            | Cina7 Sun, 8 Zhao, 9 Zhai, 12 Gu, 14 Wang, 15 Zhou, 17 Fan, 23 Hu, 25 He, 27 Fu, 29 Jiang, 30 Xu, All. Du Feng |                 |
| 9. | Filippine       | Filippine0 T. Ravena, 1 Parks, 3 Abarrientos, 7 Erram, 10 Abando, 15 K. Ravena, 17 Lopez, 18 Chiu, 23 Navarro, 27 Belangel, 28 Quiambao, 33 Tamayo, All. Chot Reyes                                                |                 |
| 10. | Taipei cinese   | Taiwan0 Lin T., 2 Lin C. C., 5 Liu, 6 Lee, 9 Chen Y., 11 Huang T., 15 Chen K., 17 Su, 20 Chou, 21 Chien, 22 Huang H., 31 Artino, All. Charles Parker                                                               |                 |
| 11. | Indonesia       | Indonesia0 Kokodiputra, 1 Xzavierro, 3 Jawato, 4 Grahita, 7 Dhyaksa, 11 Saputera, 12 Noor, 15 Kosasih, 22 Bolden, 24 Goantara, 33 Wisnu, 71 Teja, All. Miloš Pejić                                                 |                 |
| 12. | Siria           | Siria1 Bakar, 2 Azrie, 6 Nazarian, 7 Issa, 8 Arbasha, 9 Oubeid, 12 al-Hamwi, 14 Idelbi, 15 Adribe, 21 Cheikh Ali, 24 Alsati, 88 Hinton, All. Javier Juárez                                                         |                 |
| 13. | Bahrein         | Bahrein2 Chism, 5 al-Tawash, 6 A. Rashed, 7 Isa, 11 M. Rashed, 12 Akber, 15 Naser, 17 Kadhem, 23 Hamooda, 34 Hasan, 55 al-Derazi, 77 Bindayneh, All. Mindaugas Lukošius                                            |                 |
| 14. | Arabia Saudita  | Arabia Saudita2 A. al-Muwallad, 4 Mo. al-Marwani, 5 M. al-Muwallad, 6 Ma. al-Marwani, 7 al-Sager, 8 Belal, 10 Abdel-Gabar, 14 al-Hawsawi, 15 Abo-Jalas, 20 Shuabyli, 35 Mohammed, 99 Kadi, All. Mohamed el-Kerdany |                 |
| 15. | India           | India1 Sekhon, 7 Hafeez, 9 Bhriguvanshi, 10 A. Singh, 12 Nayak, 15 Rawat, 17 Tomar, 19 Prince, 36 Aryan, 70 Goti, 77 Muthu, 99 K. Singh, All. Veselin Matić                                                        |                 |
| 16. | Kazakistan      | Kazakistan6 Kuanov, 8 Ivanov, 9 Ščerbak, 10 Murzagaliev, 11 Bykov, 21 R. Marčuk, 23 Pan, 24 Gavrilov, 25 M. Marčuk, 47 Aitkali, 99 Balašov, All. Oleg Kiselev                                                      |                 |